# Tracey Adams
Deborah Blaisdell (Annapolis, Maryland, 6 de juny de 1958), més coneguda com a Tracey Adams és una actriu pornogràfica estatunidenca.

## Carrera
Adams realitzà la seua activitat artística durant setze anys, des de 1983 fins a 1999. Ha realitzat més de 200 pel·lícules, moltes d'elles amb les llegendes del cinema porno del seu temps.
En l'any 2000, Adams es retirà completament dels negocis, i actualment viu retirada i té una existència molt confortable, sense plans de tornar a la indústria del cinema per a adults.

## Premis
- 1988 AVN Award – Best Couples Sex Scene, Video – Made In Germany[4]
- 1990 AVN Award – Best Tease Performance – Adventures of Buttman[4]
- 1995 AVN Hall of Fame inductee[5]
- 2000 XRCO Hall of Fame inductee[6]